# Leona Detiège
Leona Maria Detiège (Antwerpen, 26 november 1942) is een Belgisch voormalig politica voor de BSP, SP en sp.a.

## Levensloop
Leona Detiège is de dochter van de voormalige burgemeester van Antwerpen Frans Detiège en de moeder van volksvertegenwoordiger Maya Detiège. Ze studeerde in 1964 af als licentiate in de handels- en financiële wetenschappen aan de Rijkshandelshogeschool in Antwerpen. Datzelfde jaar behaalde ze er een aggregaat voor het hoger secundair onderwijs. 
Van 1964 tot 1972 werkte ze als bestuurssecretaris en adjunct-adviseur op de studie- en documentatiedienst van het ministerie van Economische Zaken en daarna was ze van 1972 tot 1977 opdrachthouder bij het Federaal Planbureau. Tevens was ze van 1970 tot 1974 kabinetsmedewerker voor streekeconomie bij de opeenvolgende socialistische ministers van Economische Zaken Edmond Leburton, André Cools, Henri Simonet en Willy Claes. Ook werd Detiège directeur van het  Volkshogeschool Emile Vandervelde in Antwerpen.

### Politieke carrière
Detiège werd lid van de BSP (later SP en sp.a) en was voor deze partij van 1974 tot 1977 provincieraadslid van Antwerpen. Vervolgens was ze van 1977 tot 1991 lid van de Kamer van volksvertegenwoordigers en van 1991 tot 1995 lid van de Senaat, telkens als gekozene voor het kiesarrondissement Antwerpen. Van 1980 tot 1988 was ze eveneens lid van de Raadgevende Interparlementaire Beneluxraad. In de periode mei 1977-oktober 1980 zetelde ze als gevolg van het toen bestaande dubbelmandaat ook in de Cultuurraad voor de Nederlandse Cultuurgemeenschap, die op 7 december 1971 werd geïnstalleerd. Vanaf 21 oktober 1980 tot mei 1995 was ze lid van de Vlaamse Raad, de opvolger van de Cultuurraad en de voorloper van het huidige Vlaams Parlement. 
Ze was van 1988 tot 1992 tevens staatssecretaris voor Pensioenen in de regeringen-Martens VIII en IX en van 1992 tot 1995 Vlaams minister van Tewerkstelling en Sociale Aangelegenheden, alvorens in 1995 burgemeester van Antwerpen te worden. Ze trad in juli 2003 af als burgemeester, in de nasleep van de Visa-affaire, een zaak van vermeende onjuiste en frauduleuze kostenaangiften bij stedelijke politici en stadspersoneel. Patrick Janssens volde haar op. In Antwerpen was ze van 1995 tot 2006 gemeenteraadslid, wat ze van 1977 tot 1982 ook al was. Van 1977 tot 1982 was ze tevens schepen voor Cultuur, Toerisme en Leefmilieu in Antwerpen en van 1983 tot 1994 was ze districtsraadslid van het district Antwerpen. Van 1991 tot 1994 was ze voorzitter van de districtsraad van Antwerpen.
Vervolgens verhuisde Detiège naar Kalmthout, waar ze de sp.a-lijst duwde bij de gemeenteraadsverkiezingen van 2012, maar niet verkozen raakte.
In oktober 2012 volgde ze in de Senaat Marleen Temmerman op en bleef er zetelen tot in 2014.
In 2018 deed Detiège in Kalmthout andermaal als lijstduwer mee aan de gemeenteraadsverkiezingen, maar raakte andermaal niet verkozen.

### Overige activiteiten
In 2002 volgde Detiège de overleden John Cordier als voorzitter van de raad van bestuur van het Koninklijk Ballet van Vlaanderen op. Pol Bamelis volgde haar in die hoedanigheid in 2013 op.
Ze is voorzitter van S-Plus, de seniorenbeweging die partner is van de Socialistische Mutualiteiten. Ook was Detiège van 1982 tot 2000 voorzitter van de Socialistische Vrouwen (SV).
Sinds 19 mei 1995 is ze commandeur in de Leopoldsorde en sinds 1 maart 1991 heeft ze tevens de Burgerlijke Medaille 1e Klasse.
- International Standard Name Identifier: 0000 0003 9247 8265
- Nederlandse Thesaurus van Auteursnamen: 069413339
- Virtual International Authority File: 286546542
- WorldCat: E39PBJhhtttbjHMPJHPGBy4THC